# Lacabarède
Lacabarède é uma comuna francesa na região administrativa da Occitânia, no departamento de Tarn. Estende-se por uma área de 14.5 km², e possui 303 habitantes, segundo o censo de 2018, com uma densidade de 21 hab/km².